# Cornelia Dörr (Schauspielerin)

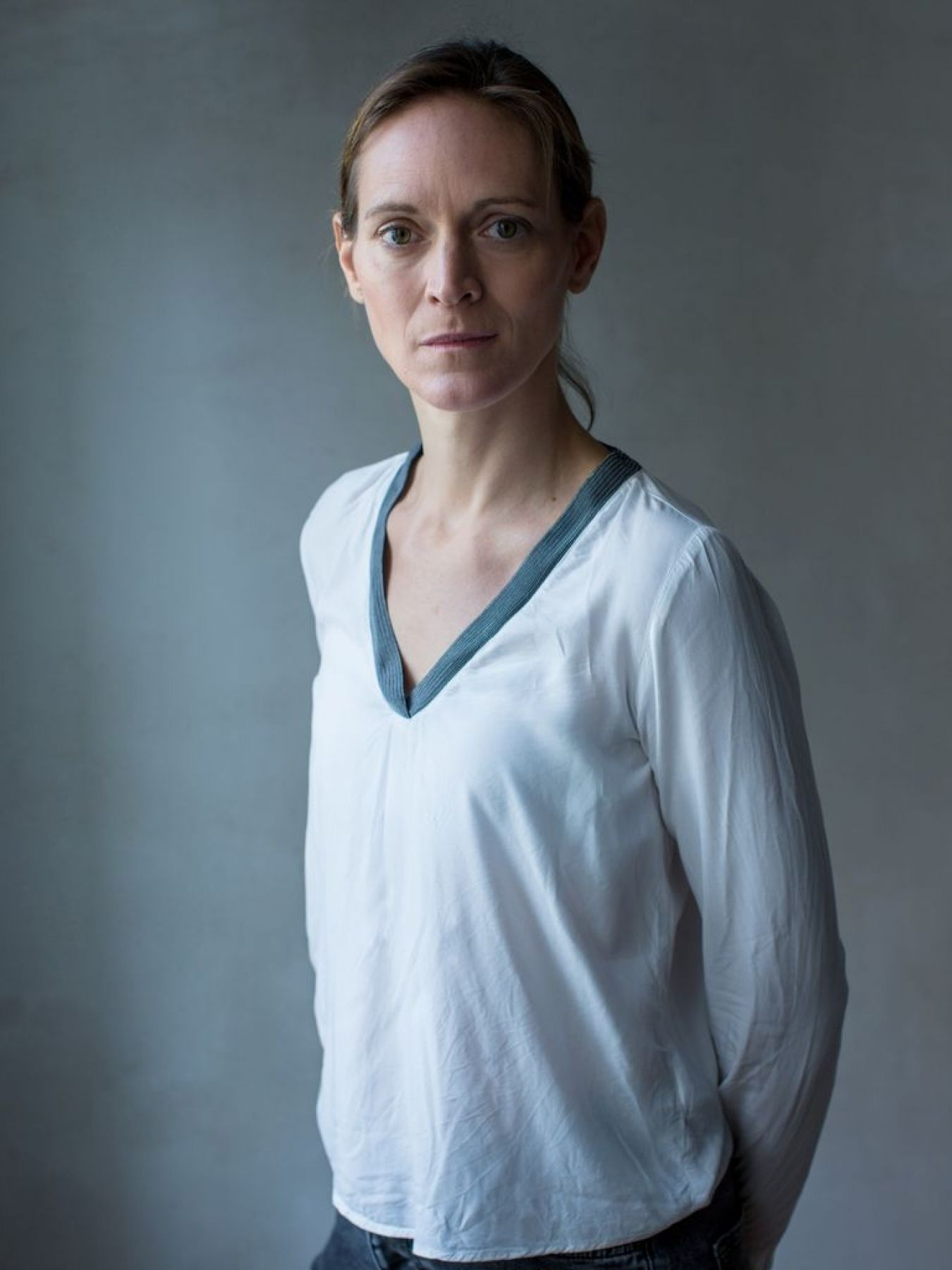
Cornelia Dörr (2022)

Cornelia Dörr (* 1977 in Mainz) ist eine deutsche Schauspielerin.

## Leben

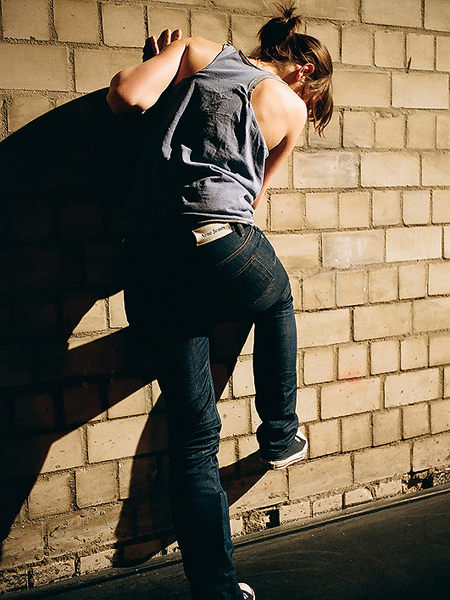
Cornelia Dörr in „Othello – c’est qui“

Cornelia Dörr studierte von 1998 bis 2002 an der Westfälischen Schauspielschule Bochum. 2002 absolvierte sie den Filmschauspielkurs an der Filmakademie Baden-Württemberg, sowie die „Sat.1 Actors Class“. Ihre Dozenten waren u. a. Tom Toelle, Dominic Raacke und MK Lewis. Nach Engagements am Schauspielhaus Bochum und den Wuppertaler Bühnen spielte Cornelia Dörr von 2002 bis 2007 am Theater Aachen zahlreiche Hauptrollen. Seit 2007 ist Cornelia Dörr als freischaffende Schauspielerin sowie als Synchronsprecherin tätig. Sie spielte als Gast am Theater Koblenz, auf Kampnagel in Hamburg, sowie am Schauspielhaus Hamburg, am Theater Bremen, am Theater Lübeck, am Theater Freiburg und am Staatstheater Mainz. Cornelia Dörr ist regelmäßig in hochwertigen Fernsehproduktionen zu erleben, wurde mehrfach für den Kölner Tatort engagiert, arbeitete mit Johannes Fabrick, Stefan Krohmer, Züli Aladag, Matthias Koßmehl, Sebastian Ko, sowie Tobias Schönenberg und stand mehrfach für ambitionierte Filmprojekte von Willy Hans und Kinospielfilme von Ingo Haeb vor der Kamera. Für Theaterproduktionen arbeitete sie wiederholt unter der Regie von Michael Helle, Lydia Bunk, Gintersdorfer/Klaßen, Gero Vierhuff und Gernot Grünewald. Cornelia Dörr lebt in Hamburg.

## Auszeichnungen

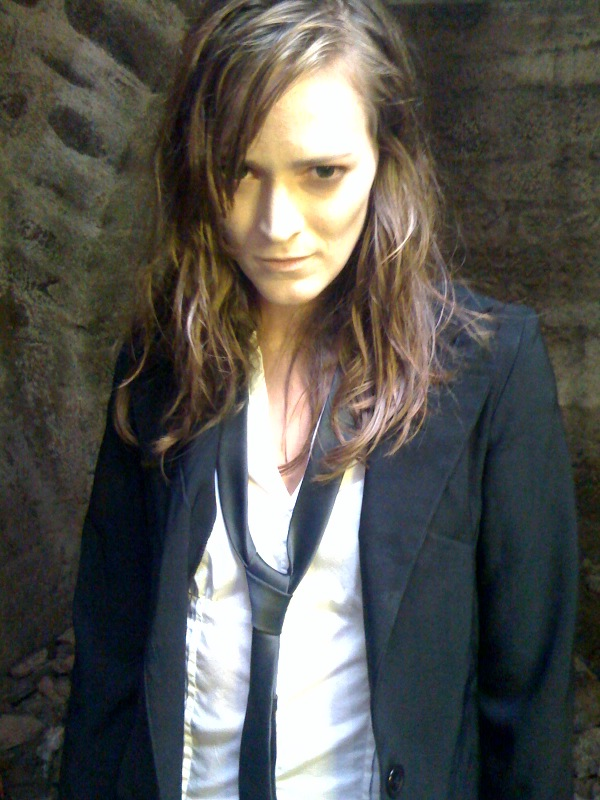
Cornelia Dörr (2009) als Vampir Ana in „Conrad“ (AT)

Cornelia Dörr hat eine Reihe von Auszeichnungen bekommen, die wichtigsten sind der Kurt-Sieder-Preis im Jahr 2006 (für die Darstellung der Johanna in Jungfrau von Orléans) sowie eine Nominierung als beste Schauspielerin des gleichen Stücks (durch NRW-Kritiker).
2009 gewann das Zwei-Personen-Stück „Othello – c’est qui“ (mit Cornelia Dörr und Franck Edmond Yao) auf dem Theater Festival Impulse als „beste Produktion deutschsprachiger freier Bühnen 2009“ den Impulse-Preis und war damit 2010 beim Internationalen Theater Festival Rotterdam, dem Berliner Theatertreffen und den Wiener Festwochen zu sehen. Es folgten weitere Gastspiele in Deutschland, Schweiz, Irland, Italien, Kanada und Australien.
Am 30. März 2011 gewann das Drei-Personen-Stück Dreileben – Ein Stück übers Sterben (ein Stück von Cornelia Dörr, Marie Seiser und José Barros in der Regie von Gernot Grünewald) den Preis des „Körber Studios Junge Regie“ für 2011.
Am 17. Oktober 2011 gewann die Produktion Verbrennungen (von Wajdi Mouawad, unter der Regie von Lydia Bunk) des Euro-Studios Landgraf, in der Cornelia Dörr in den Jahren 2009, 2011, 2013 und 2014 auf Deutschlandtournee die Rolle der Sawda spielte, den Inthega-Preis „Neuberin 2011“.
Auf den 60. Internationalen Kurzfilmtagen Oberhausen erhielt Das satanische Dickicht: Eins (Regie: Willy Hans) eine „Lobende Erwähnung“.
2023 wurde die von Tobby Holzinger initiierte philosophisch politische Gesellschaftssatire Die Q ist ein Tier (Regie: Tobias Schönenberg) nach ihrer Weltpremiere in Mexiko von Filmfestivals in Argentinien, Brasilien, China, Deutschland, Ecuador, England, Finnland, Frankreich, Indien, Indonesien, Kanada, Neuseeland, Österreich, Polen, der Schweiz, der Türkei den USA und Venezuela eingeladen, erhielt den "Award of Excellence" auf dem Nature Without Borders Int. Film Festival (USA), den "Domingo Award" auf dem Fauna Tepoztlán Animal Festival (Mexiko), den "Best Feature Film" Award auf dem Toronto Beaches Film Festival (Kanada), den "Social Impact Award" auf dem A Show For A Change Film Festival (USA) und den "Audience Award" auf dem Intern. Environmental Film Festival of Patagonia (Argentinien). Der deutsche Kinostart war am 16. Mai 2024.

## Filmografie
- 2002: Der Elefant – Mord verjährt nie (Pilotfilm), Regie: Lutz Konermann
- 2003: Tatort: Das Phantom (Reihe), Regie: Kaspar Heidelbach
- 2005: SOKO Köln – Du bist nicht allein (Serie), Regie: Michael Schneider
- 2004: Agujero (Diplomfilm), Regie: Philipp Stennert
- 2007: SOKO Köln – Die Tote im Morgengrauen (Serie), Regie: Daniel Helfer
- 2007: We learn hard (Dokumentarfilm), Regie: Gintersdorfer/Klaßen
- 2008: Tatort: Brandmal (Reihe), Regie: Maris Pfeiffer
- 2009: Dutschke (Fernsehfilm), Regie: Stefan Krohmer
- 2010: Karla Luca – Schutzlos (Serienpilot), Regie: Oliver Timm
- 2009: Conrad (Serienpilot), Regie: Moritz Mohr
- 2011: Sohnemänner (Kinospielfilm), Regie: Ingo Haeb
- 2013: Gloomy Sabbath (Kurzspielfilm), Regie: Amit Epstein
- 2014: Das satanische Dickicht – EINS (Diplomfilm), Regie: Willy Hans
- 2014: Tatort: Borowski und das Meer (Reihe), Regie: Sabine Derflinger
- 2014: Das Zimmermädchen Lynn (Kinospielfilm), Regie: Ingo Haeb[6]
- 2015: Stralsund VI - Kreuzfeuer (Spielfilm), Regie: Lars-Gunnar Lotz
- 2015: Großstadtrevier: Schwarze Löcher (Reihe), Regie: Jan Růžička
- 2015: Das satanische Dickicht – ZWEI (Diplomfilm), Regie: Willy Hans[7]
- 2015: Wert der Arbeit (Kurzspielfilm), Regie: Matthias Koßmehl
- 2015: Zweimal lebenslänglich (Spielfilm), Regie: Johannes Fabrick
- 2017: Brüder (TV-Zweiteiler), Regie: Züli Aladağ
- 2018: Stubbe – Tod auf der Insel (Fernsehfilm), Regie: Oliver Schnitz
- 2018: Die Pfefferkörner: Die alte Frau (Reihe), Regie: Andrea Katzenberger
- 2019: Nord bei Nordwest – Gold! (Fernsehfilm), Regie: Christian Theede
- 2019: Ein Fall für zwei (2014): Freigänger (Fernsehserie), Regie: Florian Eichinger
- 2020: Großstadtrevier: Quizfieber (Reihe), Regie: Torsten Wacker
- 2021: Ostfriesensühne (Reihe), Regie: Sebastian Ko
- 2022. Mercedes[8] (Diplomfilm), Regie: Marf Mabo
- 2023: Die Q ist ein Tier (Spielfilm), Regie: Tobias Schönenberg
- 2023: Ich will mein Glück zurück (Spielfilm), Regie: Christina Adler
- 2023: Wo wir sind, ist oben (Serie), Regie: Matthias Koßmehl
- 2023: Schwarze Früchte (8-teilige Dramedy-Serie), Regie: David Uzochukwu
- 2024: Schule am Meer - Grosse Erwartungen, Regie: Miguel Alexandre

## Bühne (Auswahl)

### Schauspielhaus Bochum
- 2001: „Früchte des Nichts“ (Ferdinand Bruckner), Regie: Christian Schlüter

### Wuppertaler Bühnen
- 2001: „Romeo und Julia“ (William Shakespeare), Regie: Johannes Klaus

### Theater off Bochum
- 2002: „Gebrüllt vor Lachen“ (Christopher Durang), Regie: Roland Riebeling

### Theater Aachen
- 2002: „Auf dem Land“ (Martin Crimp), Regie: Peter Carp
- 2003: „Tod eines Handlungsreisenden“ (Arthur Miller), Regie: Uwe Dag Berlin
- 2003: „Roberto Zucco“ (B.-M. Koltès), Rolle: Mädchen, Regie: Michael Helle
- 2003: „Tiny Dynamite“ (Abi Morgan), Regie: Ursula Kohlert
- 2003: „Gebrüllt vor Lachen“ (Christopher Durang), Regie: Roland Riebeling
- 2003: „Maria Magdalena“ (Friedrich Hebbel), Rolle: Klara, Regie: Lydia Bunk
- 2004: „Autofahren in Deutschland“ (Ulrike Syha), Regie: Ali M. Abdullah
- 2004: „Girlsnightout“ (Gesine Danckwart), Regie: Thomas Friemel
- 2004: „Balkan ist nicht tot“ (Dejan Dukovski), Regie: Michael Helle
- 2004: „Ein Vorposten des Fortschritts“ (Joseph Conrad), Regie: Ulf Otto (UA)
- 2004: „Bistro Martino“ (Arne Sierens), Regie: Jasper Brandis
- 2005: „Amerika gibt’s gar nicht“ (nach Kafka), Hauptrolle, Regie: Marcel Bugiel
- 2005: „Don Karlos“ (Friedrich Schiller), Rolle: Eboli, Regie: Frank Hänig
- 2005: „Anna Karenina“ (Leo Tolstoi), Regie: Ludger Engels
- 2006: „Jungfrau von Orléans“ (Friedrich Schiller), Rolle: Johanna, Regie: Karsten Wiegand

### Leitung des Jugendclub-Theaters Aachen
- 2004: „Die 5 Samurai“ (nach Kurosawas „Die 7 Samurai“), Regie: Laurens Walter/Cornelia Dörr (UA)
- 2005: „Peanuts“ (Fausto Paravidino), Regie: Laurens Walter/Cornelia Dörr
- 2007: „Reigen“ (Arthur Schnitzler), Regie: Samuel Zumbühl/Cornelia Dörr

### Theater der Stadt Koblenz
- 2007: „Maria Stuart“ (Friedrich Schiller), Rolle: Elisabeth, Regie: Annegret Ritzel

### Freie Produktion Hamburg
- 2007: „Alice lebt hier nicht mehr“ (frei nach Martin Scorsese), Rolle: Alice, Regie: Gero Vierhuff, Produktion: men in eMotion
- 2008: „Alle Kinder meiner Stadt“ (frei nach Atom Egoyan), Hauptrolle, Regie: Gero Vierhuff, Produktion: men in eMotion

(März 2009: Festival 150 % Hamburg)

### Tourneetheater Landgraf
- 2009/2011/2013/2014: „Verbrennungen“, Rolle: Sawda, Regie: Lydia Bunk

### Abidjan Mouvement
- 2009: Festival „Abidjan Mouvement“, Abidjan, Elfenbeinküste/Afrika,

(Goethe-Institut Côte d’Ivoire, Gintersdorfer/Klaßen)

### Ballhaus Ost Berlin
- 2012: „I’m not quite myself today“, Hauptrolle, Regie: I AM[9]

### Schauspielhaus Hamburg
- 2013: „We all go mad sometimes“ (nach Alfred Hitchcock[10]), Regie: Paulina Neukampf

### Theater Bremen
- 2013: „War da was?“ (Gernot Grünewald), Hauptrolle, Regie: Gernot Grünewald
- 2014: „Brüder Löwenherz“ (Astrid Lindgren), Rolle: Sophia, Regie: Frank Abt

### Theater Lübeck
- 2015: „Welt am Draht“ (nach dem zweiteiligen Fernsehfilm von Rainer Werner Fassbinder), Rolle: Gloria und andere, Regie: Gernot Grünewald[11]

### Grenzenlos Kultur: Staatstheater Mainz
- 2017: „Eins zu Eins: Maria“, Rolle: Conny, Regie: Cornelia Dörr / Friederike Jaglitz[12]

### Ruhrtriennale
- 2018: „Diamante“ (Mariano Pensotti), Rolle: Sophia, Regie: Mariano Pensotti

### Kunstfest Weimar
- 2019: „Redcäppchen“, Hauptrolle, Regie: Paulina Neukampf

### Flinn Works
- 2020: „Learning Feminism from Rwanda“, Rolle: Cornelia Dörr, Regie: Sophia Stepf Gastspiele: Sophiensäle Berlin, sowie in Frankreich und der Schweiz

### Fundus Theater Hamburg
- 2020: „Wenn mein Mond deine Sonne wäre“, Rolle: Frl. Schneider (HR), Regie: Gero Vierhuff, Produktion: men in eMotion
- 2023: „Petra Pan, Oma Hook und Wendy“, Rolle: Petra Pan (HR), Regie: Christopher Weiß / Kai Fischer, Produktion: Die Azubis

### Kampnagel Hamburg
- 2008 bis 2013: „Othello – c’est qui“, R: Cornelia Dörr, R: Gintersdorfer/Klaßen

Berliner Theatertreffen 2010, Wiener Festwochen 2010, sowie Gastspiele 2008 bis 2011: FFT Düsseldorf, Sophiensäle Berlin, Ringlokschuppen Mülheim a.d. Ruhr, Showburg Rotterdam, LOFT Leipzig, Aua-wir-leben Bern, WUK Wien, Impulse Festival, Festival delle Colline Torinesi, Dublin Theater Festival, Theater Bremen, Worldstage 2013 (Toronto, Kanada), Sydney Festival 2013, Territori - Festival di Teatro 2013 (Bellinzona, Schweiz)
- 2009/2010: „Très, très fort“, Rolle: Cornelia Dörr, Regie: Gintersdorfer/Klaßen
- 2010: „wund.es.heim“ (Jelinek/Schleef), Hauptrolle, Regie: Gernot Grünewald
- 2011: „Dreileben - Ein Stück übers Sterben“ (von Cornelia Dörr, Marie Seiser und José Barros in der Regie von Gernot Grünewald) Thalia Theater Hamburg: "Körber Studio Junge Regie"
- 2013: „Die europäischen Medien: ein Schauprozess“ (Nielsen), Regie: Nielsen[19]
- 2024: “Oh, a visitor”, Elisabeth I, Regie: Antje Pfundtner, Produktion: APIG

### Theater Erfurt & Altonale
- 2024: “Amerika ist nicht so groß”, Rolle: Helene, Regie: Pouyan Ghafari

### Theater Freiburg
- 2023: „Der Krieg hat kein weibliches Gesicht“, Rolle: Nina Jakowlewna Wischnewskaja (HR), Regie: Malgorzata Warsicka
- 2024: „Peer Gynt“, Rolle: Peer Gynt (AR), Regie: Yair Sherman

## Arbeiten als Sprecherin (Auswahl)
- 2007: „Ideal Urbanity“, Videokunstlesung, Regie: Ulrike Syha/Schloss Solitude
- 2007: „Nichts geht mehr“, Kinospielfilm, Regie: Florian Mischa Böder
- 2007: Lokalfunkspot, Hörfunk, Sprachlabor Düsseldorf
- 2007: „Miriam, Mitglied der Mara 18“, Hörfunk, Rolle: Miriam (Hauptrolle), Regie: Tobias Krebs, Produktion: SWR2/Stuttgart
- 2007/2008: zahlreiche Funkspots, Hörfunk, Studiofunk Düsseldorf
- 2007/2008: Synchronisationen für Computerspiele, Rain Productions Köln
- 2007/2008: mehrere Sprachaufnahmen, Computerspiele, G&G Studios/Kaarst
- 2008: Synchronisation, Studio Hamburg
- 2009: Synchronisation für Computerspiele, Toneworx Hamburg
- 2008/2009: diverse Funkspots, Studiofunk Hamburg
- 2009: Hörspiele „Die Schwarze Sonne“, „Hellboy“, Lausch
- 2010: Hörspiele „Filly Elves“, „Barbie WM“, Fährhauston
- 2012: Hörspiel „Dreileben“, Deutschlandradio Kultur/RBB
- 2012: Synchronisation Real Humans, arte Serie, Hamburger Synchron
- 2013: Erzählerrolle im Filmhörspiel „Ostwind“, der Hörverlag München[20]
- 2013: Erzählerrolle im Filmhörspiel „Rubinrot“, der Hörverlag München[21]
- 2013/2014: Hörbücher „Rush of love I+II+III“, Hörbuch Hamburg[22]
- 2014/2015: Synchronisationen bei Hamburger Synchron, DMT, Studio Hamburg
- 2014: Synchronisationen für Computerspiele, Synthesis Deutschland
- 2015: Erzählerrolle im Filmhörspiel „Saphirblau“, der Hörverlag München[23]
- 2015: Erzählerrolle im Filmhörspiel „Ostwind 2“, der Hörverlag München
- 2015: Hörbuch Trilogie: „Totenhauch“, „Totenlichter“ und „Totenstimme“, Audible
- 2015: Hörbuch „Miss Vee oder wie man die Welt buchstabiert“, Radioropa[24]